# Gérard Blitz
Gérard Blitz (ur. 1 sierpnia 1901 w Amsterdamie, zm. 8 marca 1979 w Ganshorenie) – belgijski pływak i piłkarz wodny pochodzenia żydowskiego, olimpijczyk rywalizujący na igrzyskach w 1920, 1924, 1928 i 1936. Jego starszy brat Maurice Blitz także był waterpolistą, a jego bratanek Gérard Blitz założył Club Med w 1950.
W 1920 na letnich igrzyskach w Antwerpii zdobył brązowy medal na 100 metrów stylem grzbietowym i srebrny medal w piłce wodnej, który zdobył także jego brat Maurice. Nie udało mu się awansować do finału wyścigów na dystansach 100 m i 4 × 200 m stylem dowolnym.
16 września 1921 ustanowił rekord świata na dystansie 400 m stylem grzbietowym, uzyskując czas 5:59.2. Rekord ten został pobity w 1927.
Na letnich igrzyskach w Paryżu bracia Blitz wraz z drużyną waterpolistów zdobyli wicemistrzostwo olimpijskie. Blitz zajął także 4. miejsce na dystansie 100 m stylem grzbietowym. W piłce wodnej jego drużyna zajęła 5. miejsce. Osiem lat później podczas letnich igrzysk w Berlinie zdobył swój ostatni drużynowy medal, brąz w piłce wodnej. Wystąpił wówczas we wszystkich siedmiu spotkaniach. Był jednym ze sportowców pochodzenia żydowskiego, którzy zdobyli medale podczas igrzysk w Berlinie.
Zdobył brązowy medal w turnieju piłki wodnej na mistrzostwach Europy w 1934 w Magdeburgu.
W 1990 został przyjęty do International Swimming Hall of Fame.